# Seznam jezer v Švici
Seznam jezer v Švici.

## Seznam po velikosti
| #  | Ime                     | Vrsta | Lokalno ime                      | km²   |
| -- | ----------------------- | ----- | -------------------------------- | ----- |
| 1  | Ženevsko jezero         | N     | Lac Léman, Lac de Genève         | 581.3 |
| 2  | Bodensko jezero         | N     | Bodensee                         | 541.1 |
| 3  | Jezero Neuchâtel        | N     | Lac de Neuchâtel                 | 218.3 |
| 4  | Lago Maggiore           | N     | (slov. eksonim: Jezero Maggiore) | 212.3 |
| 5  | Vierwaldstadtsko jezero | N     | Vierwaldstättersee               | 113.7 |
| 6  | Züriško jezero          | N     | Zürichsee                        | 90.1  |
| 7  | Bodensko jezero         | N     |                                  |       |
| 8  | Lugansko jezero         | N     | Lago di Lugano, Ceresio          | 48.7  |
| 9  | Thunsko jezero          | N     | Thunersee                        | 48.4  |
| 10 | Bielsko jezero          | N     | Lac de Bienne, Bielersee         | 39.6  |
| 11 | Zugsko jezero           | N     | Zugersee                         | 38.3  |
| 12 | Brienško jezero         | N     | Brienzersee                      | 29.8  |
| 13 | Walenstadtsko jezero    | N     | Walensee                         | 24.1  |
| 14 | Murtensko jezero        | N     | Lac Morat, Murtensee             | 23.0  |
| 15 | Jezero Sempach          | N     | Sempachersee                     |       |
| 16 | Sihlsee                 | U     |                                  |       |
| 17 | Jezero Hallwil          | N     | Hallwilersee                     |       |
| 18 | Jezero La Gruyère       | U     | Lac de la Gruyère                |       |
| 19 | Žujsko jezero           | NR    | Lac de Joux                      |       |
| 20 | Greifensko jezero       | N     | Greifensee                       |       |
| 21 | Jezero Sarnen           | N     | Sarnersee                        |       |
| 22 | Ägerijsko jezero        | N     | Ägerisee                         |       |
| 23 | Jezero Baldegg          | N     | Baldeggersee                     |       |
| 24 | Livignsko jezero        | U     |                                  |       |
| 25 | Schiffenensko jezero    | U     |                                  |       |
| 26 | Wagitalersee            | U     |                                  |       |
| 27 | Leisko jezero           | U     |                                  |       |
| 28 | Silsko jezero           | N     |                                  |       |
| 29 | Jez Grande Dixence      | U     |                                  |       |
| 30 | Wohlensko jezero        | U     |                                  |       |
| 31 | Emossonsko jezero       | U     |                                  |       |
| 32 | Klontalsko jezero       | NR    |                                  |       |
| 33 | Silvaplansko jezero     | N     |                                  |       |
| 34 | Pfaffikonsko jezero     | N     |                                  |       |
| 35 | Jezero Lauerz           | N     | Lauerzersee                      |       |

Vrste: N = naravno; NR = naravno, vendar se uporablja kot rezervoar; U = popolnoma umetno